# Jean Aubert (architecte)
Pour les articles homonymes, voir Jean Aubert et Aubert.
 (janvier 2020).
Si vous disposez d'ouvrages ou d'articles de référence ou si vous connaissez des sites web de qualité traitant du thème abordé ici, merci de compléter l'article en donnant les références utiles à sa vérifiabilité et en les liant à la section « Notes et références ».
Jean Aubert, dit Aubert aîné, est un architecte français né vers 1680 et mort à Paris en 1741.

## Biographie
Fils de Jean-Jacques Aubert, charpentier des Bâtiments du Roi, Jean Aubert apprit l'architecture auprès de Jules Hardouin-Mansart. En 1707, Hardouin-Mansart le fit nommer architecte du Roi et tenta de l'imposer dans la seconde classe de l'Académie royale d'architecture, mais il n'y prit effectivement séance qu'en 1720, au décès d'Armand-Claude Mollet. 
Il semble vraisemblable qu'Aubert, protégé d'Hardouin-Mansart, était en conflit avec Robert de Cotte. Après la mort d'Hardouin-Mansart en 1708, Jean Aubert chercha donc à diversifier ses commanditaires, et devint l'architecte attitré des Bourbon-Condé. Pour eux, il travailla à Saint-Maur, Chantilly et dans leurs autres domaines dans le Valois.
Jules Hardouin-Mansart avait donné pour Henri Jules de Bourbon-Condé des plans pour la transformation complète de son château de Chantilly, qui furent réalisés par Daniel Gittard, à qui Aubert succéda en 1708. La part qu'il a prise aux modifications des bâtiments du château, en grande partie détruits sous la Révolution, n'est pas connue. Mais c'est à Chantilly qu'Aubert a réalisé son chef-d'œuvre : les magnifiques écuries du duc de Bourbon, construites entre 1719 et 1735. Il entre en 1720 à l'Académie royale d'architecture.
À partir de 1724, Jean Aubert travailla à Paris à l'édification du Palais Bourbon, sur les bords de la Seine, pour Louise Françoise de Bourbon (1673-1743), duchesse de Bourbon. Les plans de l'édifice avaient été demandés à un architecte italien du nom de Giardini, qui mourut en 1722. Pierre Cailleteau dit Lassurance lui avait succédé, mais il était mort deux ans plus tard. Jean Aubert reprit un chantier dont les fondations étaient déjà en place. Il s'en accommoda, redistribuant les appartements intérieurs en multipliant les salons ovales. Pour la décoration, il dut travailler avec Jacques V Gabriel, introduit auprès de la duchesse par son conseiller, Abraham Peyrenc de Moras.
En contiguïté du Palais Bourbon, Jean Aubert fut également chargé d'achever l’hôtel de Lassay, dont Lassurance avait également entrepris la construction pour le compte du marquis de Lassay, amant de la duchesse de Bourbon. Si l'édifice lui valut quelques critiques, son décor intérieur contribua à faire évoluer le goût de l'époque vers le rocaille.
Entre 1728 et 1731, Jean Aubert construisit pour le financier Abraham Peyrenc de Moras le magnifique hôtel Biron (actuel Musée Rodin), longtemps attribué par erreur à Jacques V Gabriel. En 1736, il construisit un petit hôtel annexe (détruit) pour la duchesse du Maine, locataire de l'hôtel et issue de la maison de Condé.
Jean Aubert fréquentait l'Académie du Petit-Luxembourg, fondée en 1729 par le comte-abbé de Clermont, autre membre de la maison de Condé, frère cadet du commanditaire des écuries de Chantilly. Pour ce dernier, abbé commendataire de Chaalis, il reconstruisit le cloître et le logis abbatial.
En 1738, Jean Aubert conçut les plans, élévations et devis du Logis Bourbon de l'abbaye de Fontevraud, bâtiment destiné aux filles de Louis XV sous la supervision de Jacques V Gabriel, premier architecte du roi.
Jean Aubert avait épousé Geneviève Brunault. Ils n'eurent pas d'enfants. À Paris, ils habitaient rue des Tournelles, probablement dans une des maisons appartenant à la famille Mansart.

## Principales réalisations
- 1719-1735 : Grandes Écuries du château de Chantilly.
- 1724-1730 : Palais Bourbon, siège de l'Assemblée nationale française, rue de l'Université, Paris.
- 1726-1730 : Hôtel de Lassay, rue de l'Université, Paris.
- 1728-1731 : Hôtel Biron, actuel Musée Rodin[2].
- 1736 : Monuments abbatiaux de Chaalis.